# تربكستان (فين)
تربکستان (بالفارسية: تربکستان) هي قرية تقع في إيران في قسم فين الريفي. يقدر عدد سكانها بـ 46 نسمة بحسب إحصاء 2016.